# Elektrisches Licht
Als elektrisches Licht bezeichnet man Licht, das durch eine Elektrizität in Licht umwandelnde Lichtquelle erzeugt wird. Beispiele sind unter anderem Glühlampe, Leuchtstofflampe und Leuchtdiode (LED).
Der Begriff „elektrisches Licht“, insbesondere als (elektrisches) Glühlicht, wird als Abgrenzung zu den anderen Methoden der Lichterzeugung (Kerze, Fackel, Petroleumlampe oder Gaslicht) verwendet.
Das elektrische Licht veränderte den Lebensstil der Menschen nachhaltig, da durch die einfache Verfügbarkeit dieser Lichtquelle die Abhängigkeit vom Tageslicht weitgehend aufgehoben wurde.

## Geschichte
Die erste Form des elektrischen Lichtes war die Kohlebogenlampe, weiter die Kohlefadenlampe, die Nernstlampe und schließlich die Metallfadenlampe. Als medizinische Behandlungsmethode wurde das elektrische Glühlicht erstmals von John Harvey Kellogg 1894 eingesetzt.